# Halictus monozonus
Halictus monozonus är en biart som beskrevs av Cockerell 1945. Halictus monozonus ingår i släktet bandbin, och familjen vägbin. Inga underarter finns listade i Catalogue of Life.